# パーク・ロウ・ビルディング
パークロウビル (Park Row Building) は、ニューヨーク市マンハッタン区フィナンシャル・ディストリクトのパーク・ロウにある高層建築物である。15 パーク・ロウとも呼ばれる。
このビルは鉄製の高層ビル設計のパイオニアでありNathaniel Robertsファームのエンジニアであったen:R. H. Robertsonによって設計された。
1999年、ニューヨーク市歴史建造物保存委員会は、このビルをニューヨーク市歴史建造物として指定した。

## 歴史

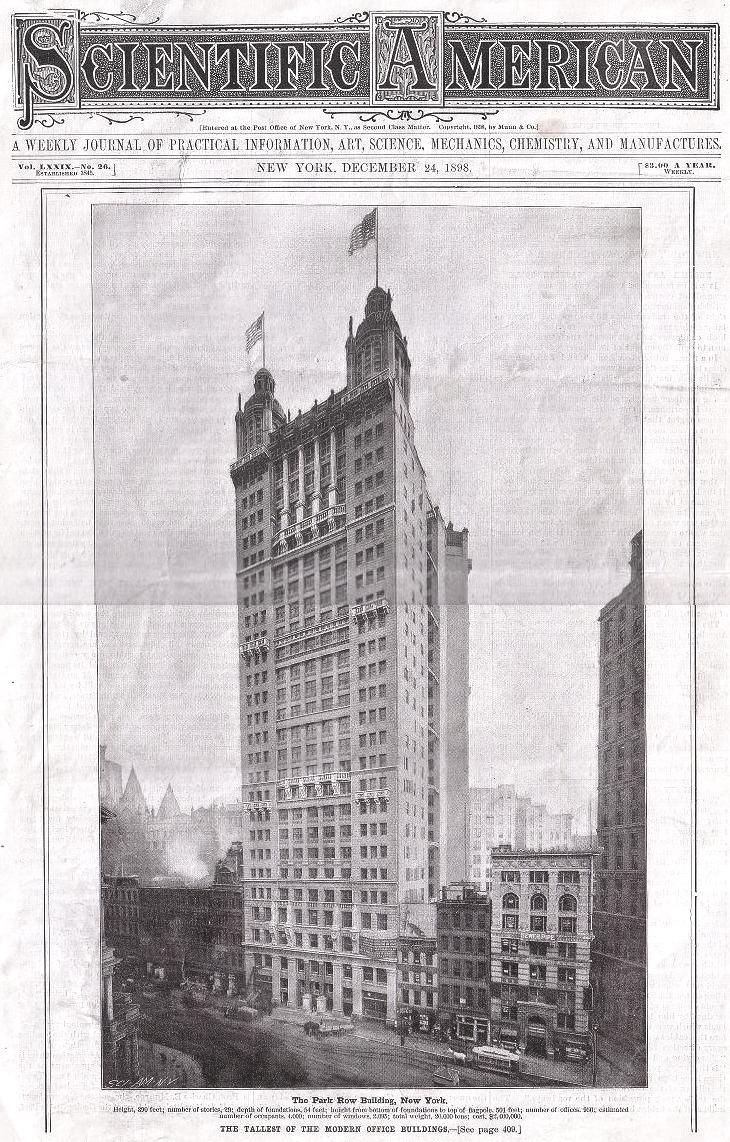
1898年12月24日号のScientific Americanより

超高層ビルと呼ばれる建築物の最初のものの一つであるこのビルは、2年9ヶ月の建設期間を経て1899年に竣工した。 このビルの他にも同地区にいくつかのオフィスビルが建設され、このエリアは当時"ニュースペーパー・ロウ" (Newspaper Row) と呼ばれていた。ニュースペーパー・ロウは1920年代から80年間、ニューヨーク市の新聞産業の中心地であった。施工主はPark Row Construction Companyであり、そのシンジケートの顧問弁護士、著名な弁護士で以前のニューヨーク市法務監 (judge advocate general) であったWilliam Mills Ivinsはこの物件を彼自身の名義で購入してから、シンジケートに権利を移した。このため、このビルはときにIvins Syndicate Buildingとして知られる。
119 mの高さで、1899年から1908年まで世界一高いオフィスビルであった。この記録はシンガービルによって塗り替えられた。1901年、en:Aetnaによって公表された33丁目とブロードウェイへのビル建設プロジェクトでは、139 mのオフィスビルを建築しパークロウビルを上回るとされたが、結局建設は行われなかった。
このビルは29階立てで、26階建ての完全なフロアと二つの3階建ての円屋根になっている。このビルの側面は、31mがパークロウ、23mがAnn Streetおよび15mがTheater Alleyに面している。このビルの土台部分は約1,400m2の広さである。このビルは約8,000トンの鉄と12,000トンの他の材料、主にレンガおよびテラコッタでできている。パークロウビルの基礎は3,900本のジョージア・トウヒを積み重ねて濡れた砂が混ぜられてできており、上部は花崗岩のブロックによってできている。この初期の超高層ビルの全建築費用は$2,400,000であった。
このビルは950の個別のオフィスを持ち、それぞれのオフィスは4人部屋となっている業務日ごとにおよそ25,000人がこのビルを通過すると見積もられている。完成以来、一日約4,000人がここで働いている。1899年半ば、このビルは投資銀行家で地下鉄の出資者であるen:August Belmont, Jr.によってPark Row Realty Companyの名の下に所有された。インターボロー・ラピッド・トランジット (IRT) 地下鉄の最初の本社、および創業当時のAP通信の最初のオフィスがこのビルであった。

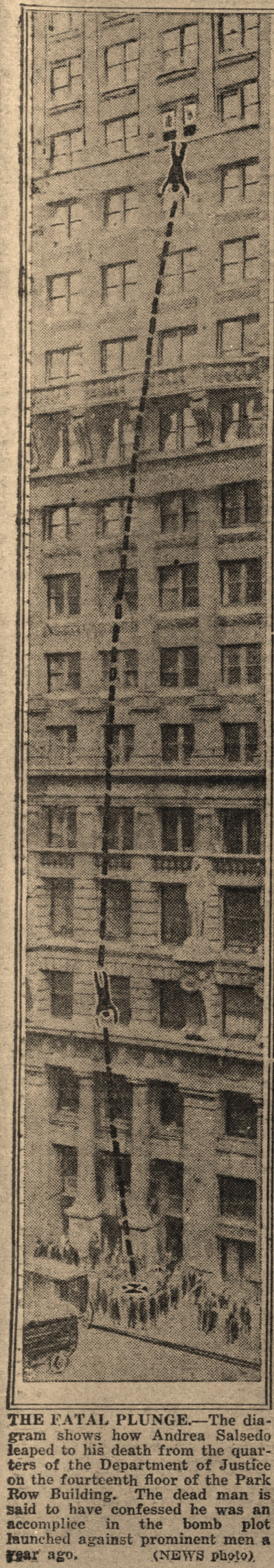
サルセドの転落した様子

1918年5月26日にはハリー・H・ガードナーが 同年9月8日にはスティーブ・パターソンがそれぞれ慈善目的の資金集めのためにパーク・ロウの外壁を登ってともに成功している。1920年5月3日の午前4:20にはアナキスト活動家のアンドレア・サルセドが15階から転落死している。サルセドは仲間のロベルト・エリアともども、ニューヨーク、ボストン、ワシントン、フィラデルフィア、パターソン、クリーブランドおよびピッツバーグで発生した一連の爆弾テロへ関与したとして司法省によって指名手配されており、テロ現場に残されていたチラシに印刷された"S" の変形具合から二人が働いている印刷屋を突き止めて8週間外部との連絡を制限されてパーク・ロウに拘留されていたところだった。警察は飛び降り自殺と発表したがエリアは警察による殺害を主張して、前後して起こったサッコ・ヴァンゼッティ事件とともにアナキスト弾圧をめぐる陰謀と言われている。

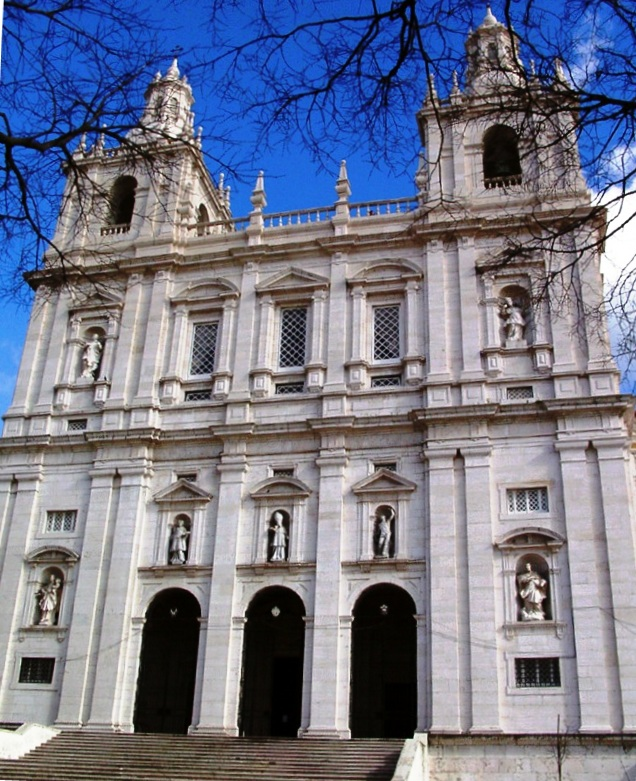
サン・ヴィセンテ・デ・フォーラ修道院のメインファサード

## 設計
左右対称の正面ファサードが上へと積み上げられている。最上部は銅で覆われたドームの付いた三階建ての二つの塔になっている。彫刻家のen:J. Massey Rhindによる四つのカリアティードおよび16の像が塔の上に施されている。そのデザインは二つの塔が備わったバロック様式のヨーロッパの教会、さらに具体的にはリスボンのサン・ヴィセンテ・デ・フォーラ修道院の教会建築を彷彿とさせる。

## 反応
このビルは最初期の"近代超高層ビル"の一つであり、少なくとも15階から20階分その近隣の建物を上回っていた。これを見た人々はその構造に感銘を受け、多くはその高さと巨大な外観に畏怖の念を覚えた。
このビルの長所や短所を計り比べられる他の建築物がまったく存在しなかったため、建築コミュニティの批評家たちはきわめて手厳しかった。The New York Times は1898年にThe Real Estate Record and Guideへ寄稿されたある批評を引用している。そこでは、"ニューヨークはこのような怪物を自ら養うことが許される唯一つの街である" そして、ビルのその無機質な側面の壁は"完全に無表情で空虚である"と述べてられている。1908年のThe New York Timesの記事では、フランス人建築家en:Augustin-Adolphe Reyは"そのビルの一つの側面の壁はむき出しになっており、他の側面の扱いと比べてなんと異なっていることだろうか？"と書いた。批評家のen:Jean Schopferはこのビルを"嫌悪されるべき (detestable)" と称した。
このビルの賛美者の中には写真家のアルヴィン・ラングダン・コバーンとチャールズ・シーラーがいた。シーラーはポール・ストランドとともに1920年に作成した映画 Manhattaにこのビルを映した。

## 近年の開発

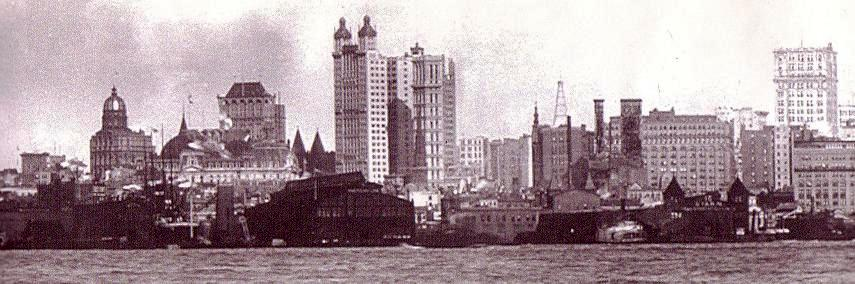
1902年のマンハッタンのスカイライン - 中央がパークロウビル

2000年に、全体構造の内部を改築する計画が策定された。これには、$30ミリオン以上をかけて、11階以上のフロアを210の賃貸アパートに改装するという計画が含まれていた。11階より下のすべてのフロアは商業用として残しておくことになっている。2002年までに始めの改築と居住用フロアへの改装が完了した。現在、2階から8階は部分的にJ&R Music World, Incが使用している。居住用エリアは現在11階から26階となっていて、新しく9階と10階も居住用へと改装中である。28階から30階部分の二つの三階建ての円屋根はまだアパートへと改装されていない。

## ギャラリー

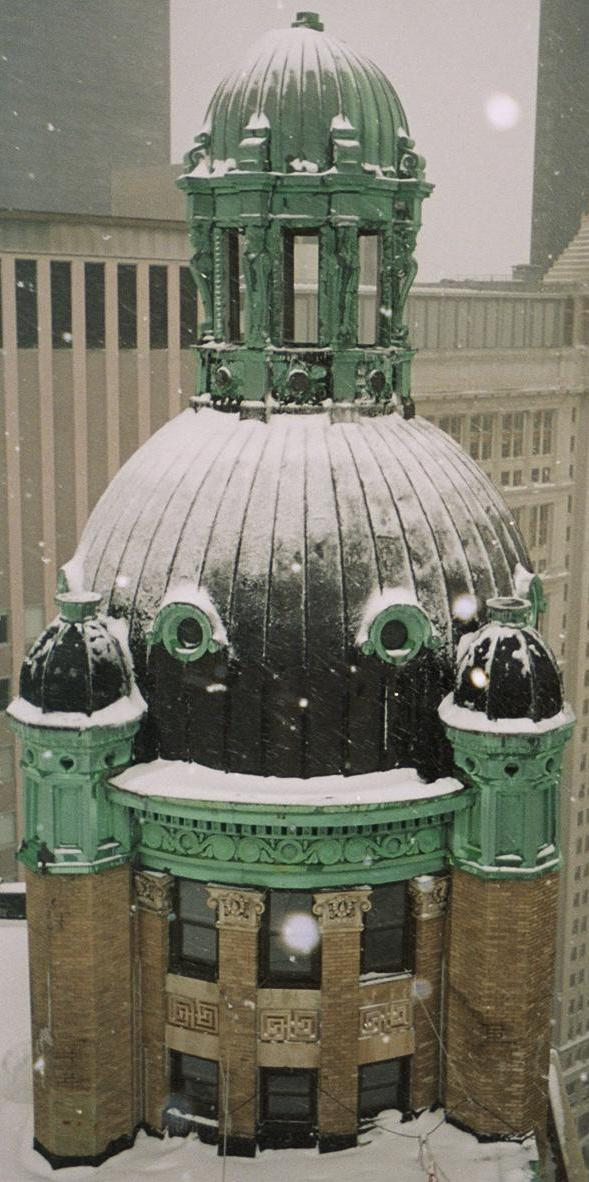
二つの塔の内の一つ
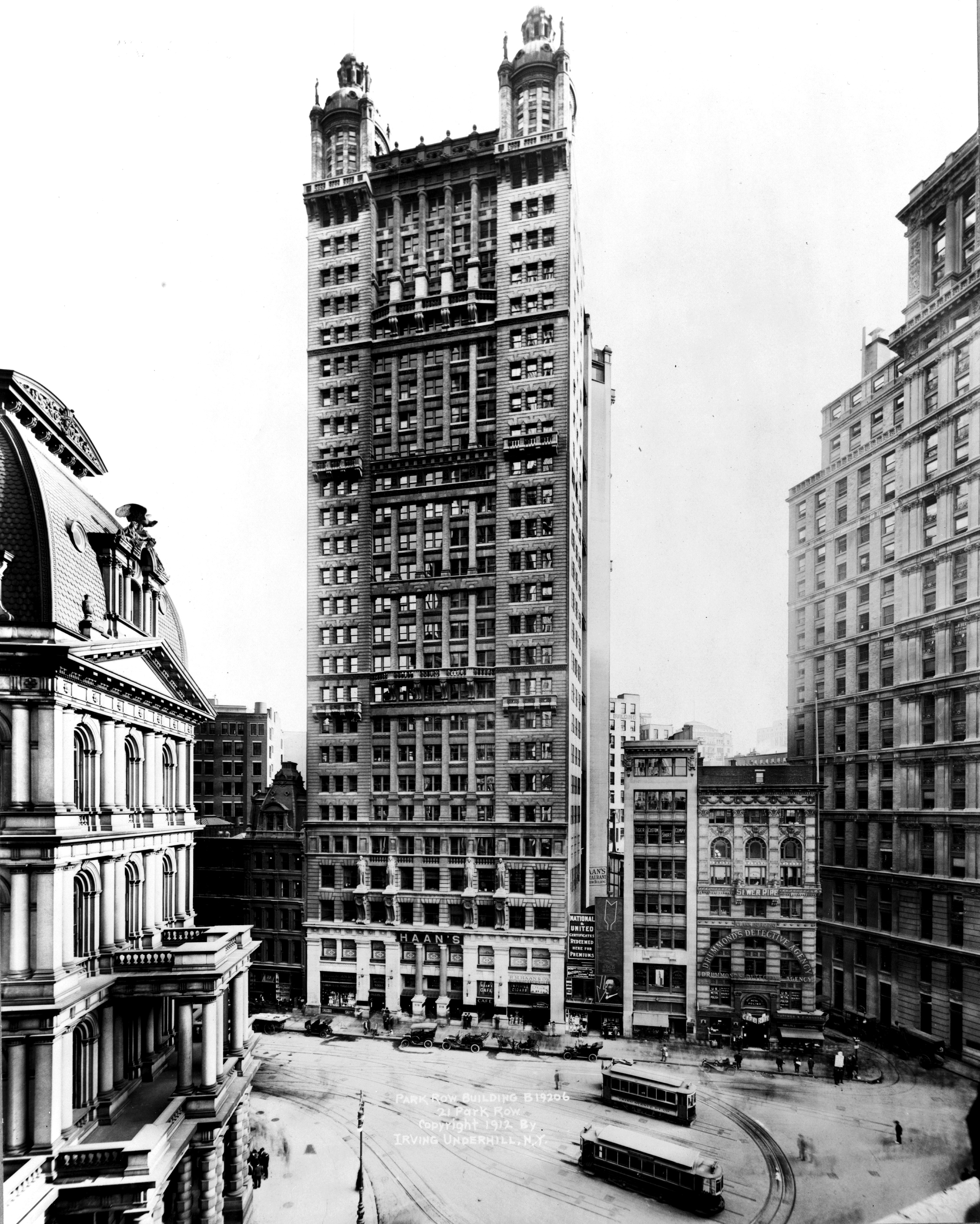
初期の画像
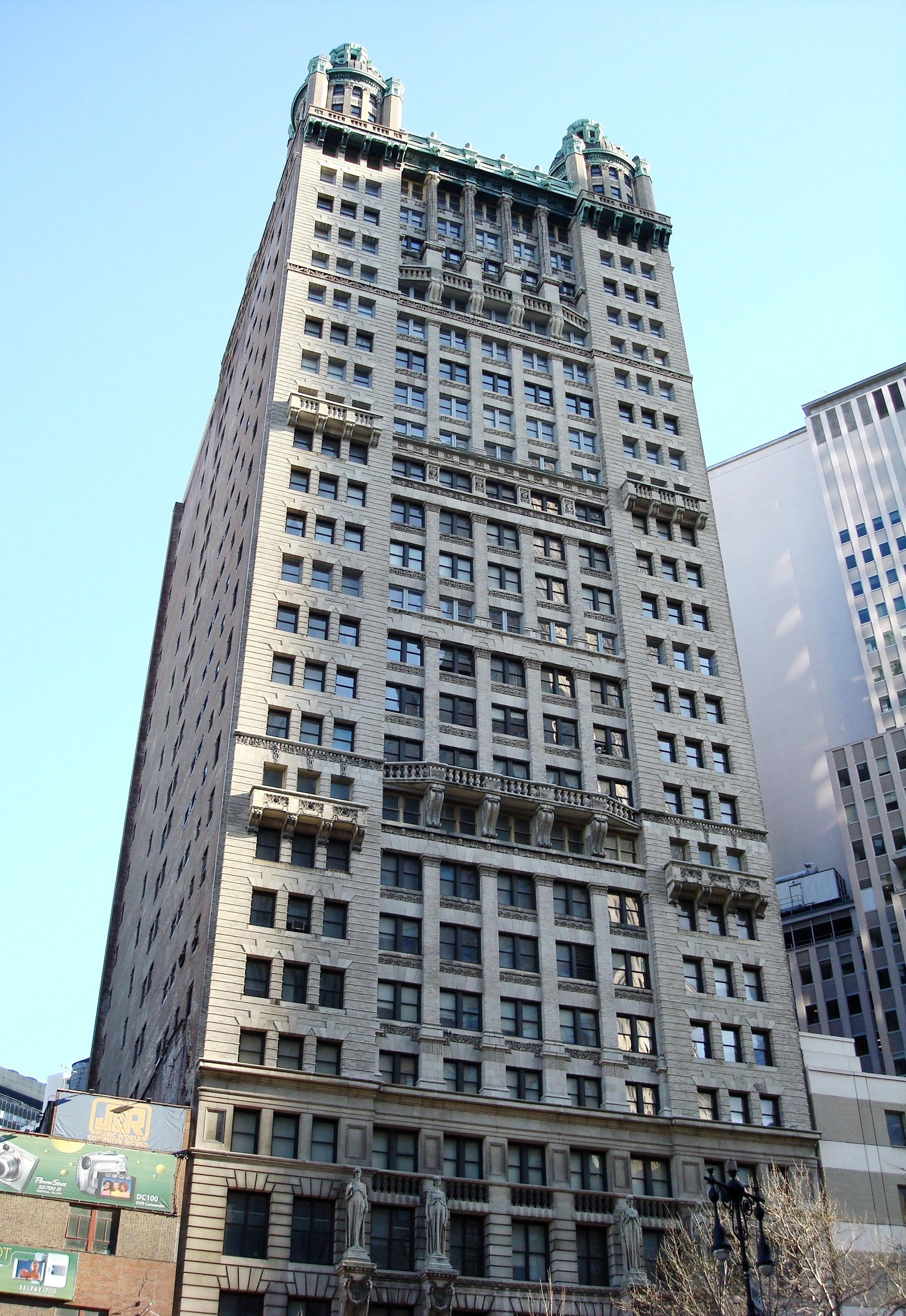
ビルの正面
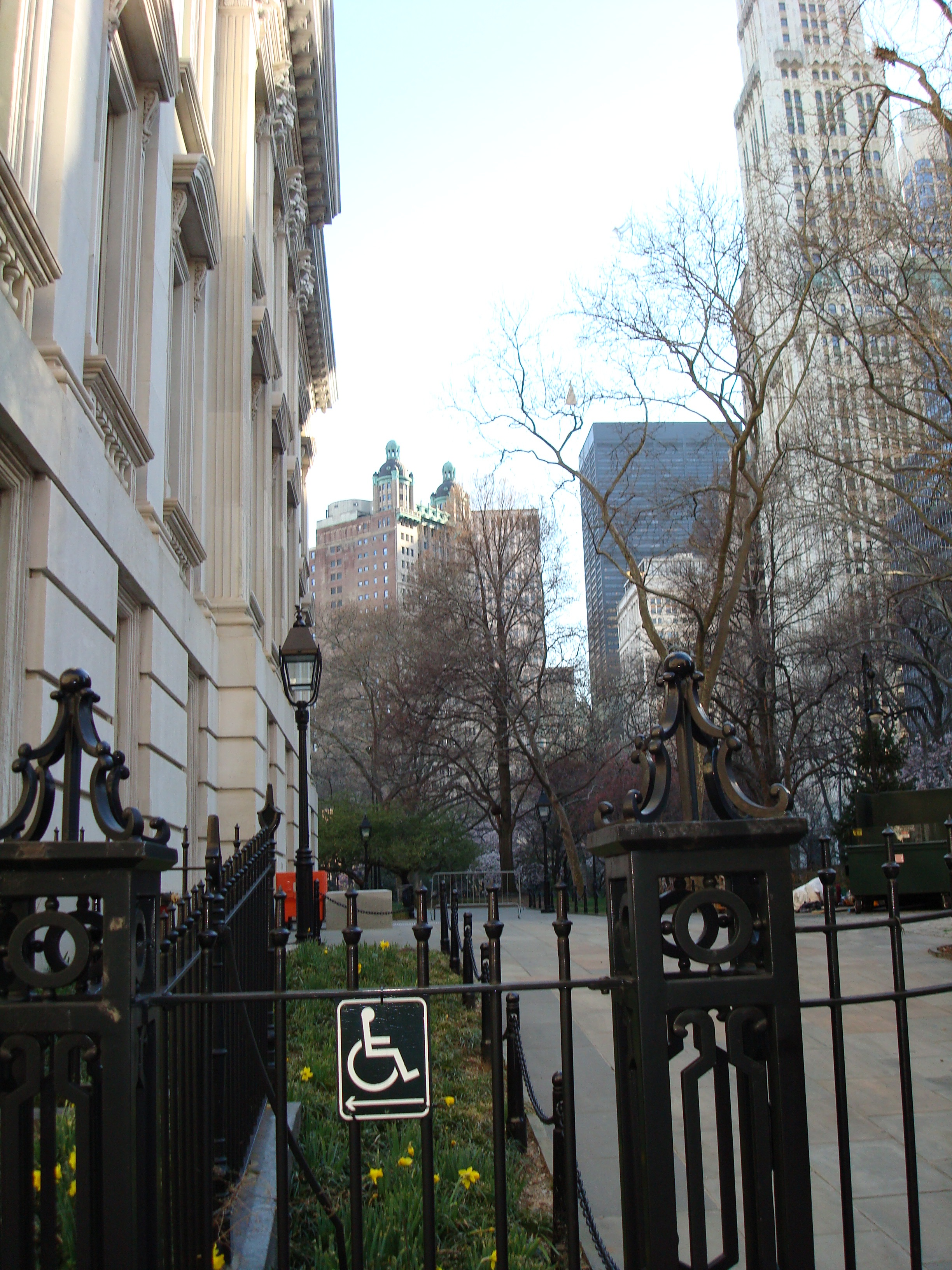
シティ・ホール・パークから見たビル